# ジョン・ドール
ジョン・ドール（John Dall,  1920年5月26日 - 1971年1月15日）は、アメリカ合衆国の俳優である。

## 来歴
1920年、ニューヨーク州ニューヨーク市生まれ。1944年にブロードウェイ舞台で俳優デビュー。同作品の上演は好評を得て、1年半のロングラン上演となった。ドール自身はその後も、主にブロードウェイの舞台で舞台俳優として活躍した。1945年には『小麦は緑』で映画デビュー。同作品では、その演技力が高評価を得て1946年のアカデミー助演男優賞にノミネートされた。それ以降はアルフレッド・ヒッチコック監督の『ロープ』や、カーク・ダグラス主演の『スパルタカス』などへの話題作へも出演した。

### 死去
1971年1月15日、カリフォルニア州ビバリーヒルズの自宅で、心臓発作のため死去した。50歳だった。

## 出演作品

### 映画
- 小麦は緑 The Corn Is Green (1945)
- Something in the Wind (1947)
- Another Part of the Forest (1948)
- ロープ Rope (1948)
- 拳銃魔 Deadly Is the Female (1950)
- The Man Who Cheated Himself (1950)
- スパルタカス Spartacus (1960)
- 謎の大陸アトランティス Atlantis, the Lost Continent (1961)

### テレビドラマ
- The Chevrolet Tele-Theatre (1949)
- ライツアウト Lights Out (1951)
- The Clock (1951)
- スタジオ・ワン Studio One (1952)
- Broadway Television Theatre (1952, 1953)
- サスペンス Suspense (1952, 1954)
- ジェネラル・エレクトリック・シアター General Electric Theater (1958)
- Schlitz Playhouse of Stars (1959)
- ペリー・メイスン Perry Mason (1962, 1963, 1965)